# Myrcia fenzliana
Myrcia fenzliana är en myrtenväxtart som beskrevs av Otto Karl Berg. Myrcia fenzliana ingår i släktet Myrcia och familjen myrtenväxter. Inga underarter finns listade i Catalogue of Life.